# Punta Cachiyuyo
La punta Cachiyuyo (54°11′S 36°38′O / -54.183, -36.633) es una punta de la costa austral de la bahía Stromness ubicada al este de puerto Husvik y al sudeste de la punta  Tönsberg, en la costa nordeste de la isla San Pedro, del archipiélago de las Georgias del Sur. 
Esta punta despide bajofondos de 4,3 y 8,8 m a unos 700 m al nornoreste y 280 m al norte, respectivamente. Se caracteriza por encontrarse bordeada por cachiyuyos.